# Vi (roman)
Vi (ryska: Мы, My) är en dystopisk science fiction-roman från 1924 av den sovjetiske författaren Jevgenij Zamjatin. Romanen utspelar sig i en totalövervakad stad av glas i en förtryckarstat. Berättelsen följer en man som kommer i kontakt med en hemlig motståndsrörelse. Boken färdigställdes 1921 men stoppades av den sovjetiska censuren. Den gavs ut för första gången 1924, i engelsk översättning. En svensk översättning av Sven Vallmark utkom 1959.
Boken har varit stilbildande för senare dystopisk skönlitteratur. Bland annat använde George Orwell den som uttalad förebild när han skrev sin roman 1984.

## Adaptioner
- Wir – västtysk TV-film från 1982, i regi av tjeckiske regissören Vojtěch Jasný
- The Glass Fortress – fransk kortfilm från 2016, i regi av Alain Bourret[3]